# プライベート・アイ・ドル
『プライベート・アイ・ドル』 (Private eye dol) は、1995年8月11日にPCエンジンSUPER CD-ROM2用ソフトとして発売された推理アドベンチャーゲーム。全3話構成。
コンピュータRPGのような2Dのトップビュー形式のマップ内を、SD化されたヒロインのメイを操作しながら歩き回り、各所で会う人物達と会話を重ねることでシナリオが進行する。推理を要する部分もあるので、選択肢を総当たりすれば必ずハッピーエンドに辿り付ける、という作りではない。

## ストーリー
近未来を舞台に、人気上昇中のアイドル兼探偵の美少女メイ・スターが、パートナーである立体映像の人工知性体ナビと共に、様々な事件を解決していく。

## スタッフ
- 企画、監督：森山豊治
- シナリオ：森山豊治、PONPON丸、山田真悟、吉川忠夫
- 演出、絵コンテ：青木新一郎、雄谷将仁
- キャラクターデザイン、作画監督：石田敦子
- 作画監督補：木下ゆうき

## 主題歌
- 「恋をしようよ」
  - 歌：小野寺麻理子&かないみか

## 登場人物
メイ・スター
声：小野寺麻理子

ナビ
声：かないみか

柳 素子
声：永島由子

立花 綾華
声：久川綾

三原 かんな
声：丹下桜

幻条 優子
声：小山茉美

立花 次郎
声：大場真人

沢田 重樹
声：江川央生

笹木 忠雄
声：置鮎龍太郎

朝霧 正臣
声：太田真一郎

朝霧 温子
声：大塚瑞恵

木原 尚子
声：新山志保

武藤 ミネ
声：江森浩子

獣
声：岸野幸正

渡部 吟次
声：宮内幸平

園木 葉
声：柳瀬洋美

仁科 友美
声：山口由里子

榊 弘司
声：関智一

大瀧 剛
声：佐藤正治

## 備考
- PCエンジン版の発売に先行する形で、アニメ雑誌の『アニメージュ』1995年3月号から5月号まで小説版が連載されていた。PCエンジン版の第1話シナリオは、この小説版を元にしたもの。
- PCエンジン版の開発とほぼ平行する形で、設定をそのまま活かしたアニメ版『FX連続アニメ プライベート・アイ・ドル』が制作され、PC-FXの『アニメフリークFX』Vol.1からVol.3まで全3話が連載されていた。アニメーション制作はスタジオコメット、監督と演出は福田己津央。このアニメ版は後に、スクリーンセーバーと壁紙を追加した『Private eye dol in Windows95』として、Windows 95へも移植されている。
- 劇中に登場する架空の会社「MEC」とメイが所持しているとされている同社のゲーム機「PPエンジン」は、それぞれ日本電気の略称であるNECとPCエンジンのもじり[1]。
- 本ソフトはアーケードカード、メモリーベース128及びセーブくんに対応しておりメモリーベース128やセーブくんを使うとセーブ領域が大幅に増える。また本ソフトには『エメラルドドラゴン』や『ぽっぷるメイル』と同様のデータ管理ユーティリティが内蔵されている。アーケードカードを使うとロードが軽減されるが、アニメーションとセリフが若干ずれる欠点がある。
- 旧CD-ROM2で、本体のBIOSのバージョンが3.0未満の時にこのソフトを起動した時の警告画面はユニークなものになっている。メイがシステムカードVer2.0を使って起動したところを新聞に「メイ!! SYSTEM CARDを間違える!!」の見出しでスクープされ、それを見たナビがメイを叱り、さらに素子にもそそのかされるという内容。この画面はSCDシステム一体型であるDuoシリーズ（Duo・Duo-R・Duo-RX）やSUPER CD-ROM2、レーザーアクティブPCエンジン用パック（LD-ROM2）でもBIOSのバージョンが2.1以下のシステムカードをHuCARDスロットに入れた際にも見ることができる。
- このソフトのCD-ROMをプレイヤー（本体のCD-DA再生機能含む）で再生すると警告メッセージが流れるが、その後半で早口言葉ショーを聞ける。この際メイは「農林水産省主催新人歌手新春シャンソンショー」とかなりのハイレベルな早口言葉を披露している。また、PC-FX『アニメフリークFX』Vol.1の警告メッセージにも本ソフトからメイ、ナビ、かんななどが声で登場している。なお、Vol.2以降はPC-FXイメージキャラクターのロルフィー（声 - 大野まりな）が担当。